# Frank Harris
Frank Harris (Galway (Irlanda), 14 de febrero de 1856 - Niza (Francia), 27 de agosto de 1931) fue un autor, editor y periodista irlandés.

## Biografía
Harris nació en Galway (Irlanda), hijo de padres galeses. A los 12 años, fue enviado a Gales para estudiar en la Ruabon Grammar School en Ruabon. Sin embargo, se escapó de la escuela un año más tarde.
Emigró a los Estados Unidos a finales de 1869, en donde estudió en la Universidad de Kansas. En 1878, se casó con Florence Ruth Adams, quien murió al año siguiente. Harris regresó a Inglaterra en 1882 y se convirtió en editor de varios periódicos, incluyendo el Evening News, el Fortnightly Review y el Saturday Review. Durante su periodo como editor del Saturday Review, múltiples personalidades colaboraron con el periódico, incluyendo H. G. Wells y George Bernard Shaw.
Harris regresó a Nueva York durante la Primera Guerra Mundial. Entre 1916 y 1922, editó la versión estadounidense de la Pearson's Magazine. Harris obtuvo la ciudadanía estadounidense en abril de 1921.
En 1922, regresó a Berlín, en donde publicó su obra más conocida: su autobiografía My Life and Loves, publicada en cuatro volúmenes entre 1922 y 1927. Esta obra es famosa por las descripciones gráficas de los supuestos encuentros sexuales que Harris tuvo, así como por exagerar sus aventuras y su rol en la historia.
Harris también escribió varios cuentos y novelas, además de dos libros sobre Shakespeare, una serie de biografías tituladas Contemporary Portraits y biografías de sus amigos Oscar Wilde y George Bernard Shaw. Sin embargo, Harris no tuvo mucho éxito en el teatro, ya que sólo una de sus obras fue llevada a los escenarios: Mr. and Mrs. Daventry (1900).
Harris estuvo casado en tres ocasiones. Murió en Niza (Francia) en 1931, a los 75 años.